# Oxybelus
Oxybelus is een geslacht van vliesvleugelige insecten uit de familie van de graafwespen (Crabronidae).

## Soorten
- O. argentatus Curtis, 1833
- O. aurantiacus Mocsary, 1883
- O. bipunctatus Olivier, 1812 - gladde spieswesp
- O. cocacolae P. Verhoeff, 1968
- O. diphyllus (A. Costa, 1882)
- O. dissectus Dahlbom, 1845
- O. dusmeti Mingo Perez, 1966
- O. fischeri Spinola, 1839
- O. haemorrhoidalis Olivier, 1812
- O. hastatus Fabricius, 1804
- O. lamellatus Olivier, 1811
- O. latidens Gerstaecker, 1867
- O. latro Olivier, 1812
- O. lineatus (Fabricius, 1787)
- O. maculipes F. Smith, 1856
- O. mandibularis Dahlbom, 1845
- O. mucronatus (Fabricius, 1793)
- O. occitanicus Marquet, 1896
- O. polyacanthus A. Costa, 1882

- O. quatuordecimnotatus Jurine, 1807
- O. spectabilis Gerstaecker, 1867
- O. subspinosus Klug, 1835
- O. trispinosus (Fabricius, 1787)
- O. uniglumis (Linnaeus, 1758)
- O. variegatus Wesmael, 1852